# Ehe im Hinduismus

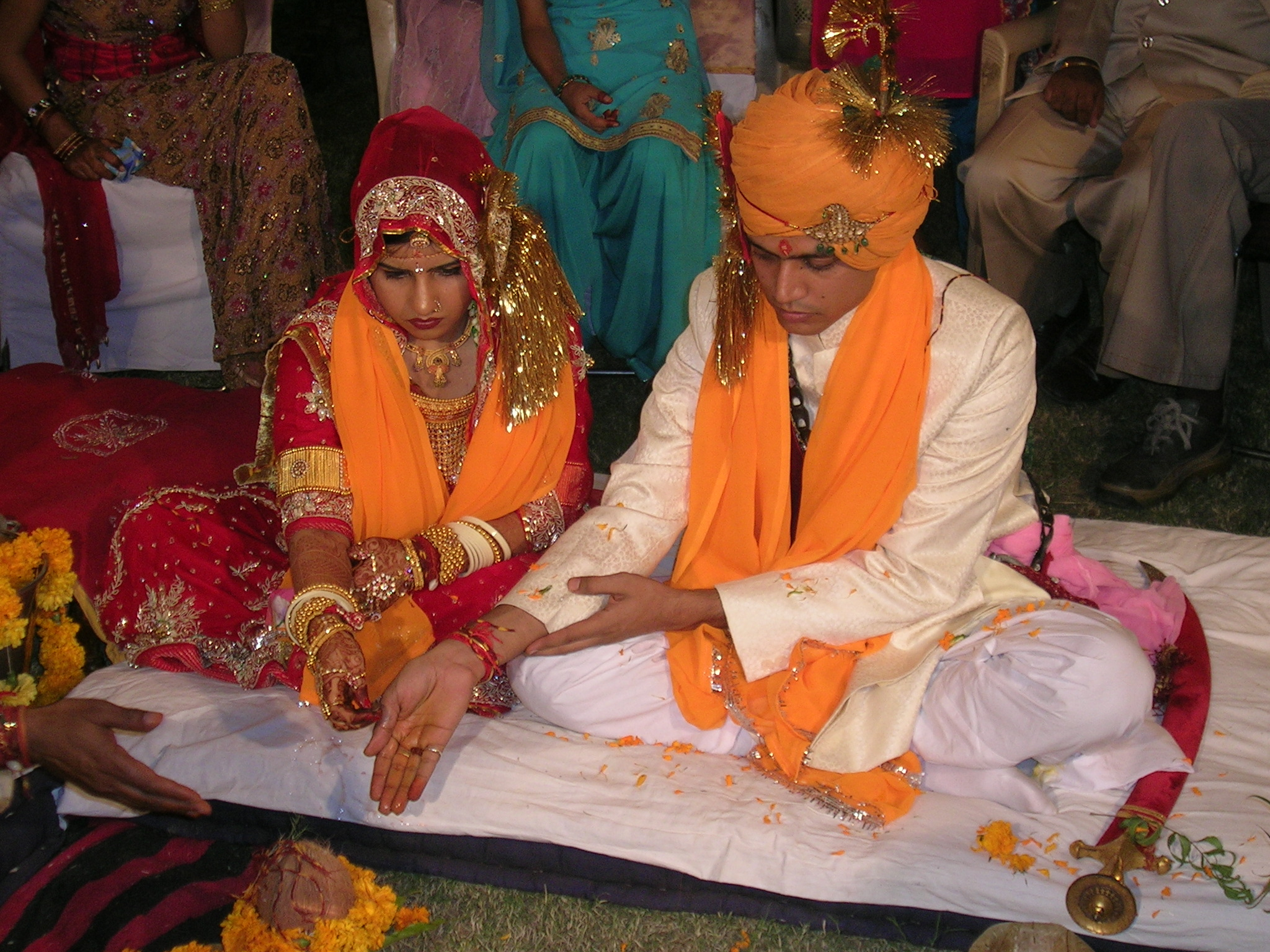
Brautpaar aus der Volksgruppe der Rajputen bei der Hochzeits-Zeremonie. Sie trägt als Schmuck und als Glücksbringer Mehndi auf den Händen.

In Indien unterliegt das Familien- und Eherecht der Religionszugehörigkeit. Die gesetzlichen Rahmenbedingungen für die hinduistische Ehe sind im Hindu Marriage Act von 1955 festgehalten. In mancher Hinsicht wird ausdrücklich Bezug genommen auf hinduistische Traditionen und Rituale (Saptapadi). In etlichen Aspekten beinhalten die heutigen Gesetze eine deutliche Abkehr von traditionellen Wertvorstellungen des klassischen Hindu-Rechts.

## Klassische Rechtstexte
Die Ehe wird in den klassischen Rechtstexten des Hinduismus (Dharmashastras) als heiliges Sakrament (Samskara) definiert. Das Band zwischen Ehemann und Ehefrau wird als Gesetz der Natur aufgefasst und beide werden vor dem Gesetz als eine Person betrachtet. Die formelle Übergabe der Braut durch den Vater (Sanskrit, Kanyadan, wörtl.: „Mädchengabe“) und das siebenmalige Umringen des heiligen Feuers durch Bräutigam und Braut (Saptapadi) haben essentielle Bedeutung für hinduistische Heiraten.
Acht Formen der Heirat sind in der Manusmriti (zwischen 200 v. Chr. und 200 n. Chr.) beschrieben, von denen vier dem Dharma (kosmisches Gesetz) entsprechen und die anderen als gesetzlos gelten. Der Brahma-Ritus wird als die ideale Form beschrieben:
Die Gabe einer Tochter, geschmückt (mit kostbaren Kleidern) und sie ehrend (mit Schmuck), an einen gebildeten Mann, der den Veda studiert hat und gutes Benehmen hat, den der Vater selbst einlädt, wird der Brahma-Ritus genannt (MS III.27).
Die Tochter soll mit einer Mitgift ausgestattet werden. Der Brautpreis hingegen wird abgelehnt (zumindest für die oberen Kasten). Dieser gilt als Verkauf der Tochter.
Wenn der Bräutigam ein Mädchen erhält, nachdem er nach seinem eigenen Willen so viel Wohlstand an die Verwandten der Braut und an sie selbst gegeben hat, wie er es sich leisten kann, wird dies der Asura-Ritus genannt. (MS III.31) (Die Asuras sind Dämonen und Gegenspieler der Götter)
Für die erste Heirat eines „zweimalgeborenen“ Mannes (Brahmane, Kshatriya, Vaishya) wird die Heirat innerhalb der eigenen Kaste empfohlen. Für eine zweite Heirat (Zweitfrau) kommt auch die nächstniedrigere Kaste in Frage. Die Vielehe war also erlaubt. Eine Heirat zwischen einem Brahmanen und einer Shudra-Frau wird abgelehnt:
Ein Brahmane, der eine Shudra-Frau in sein Bett holt, wird (nach seinem Tode) in die Hölle sinken; wenn er ein Kind von ihr hat, wird er seinen Rang als Brahmane verlieren (MS III.17).
Die Wiederverheiratung von Witwen ist in der Manusmriti nicht erwünscht.
Eine tugendhafte Frau, die nach dem Tod ihres Gatten keusch bleibt, erreicht den Himmel, auch wenn sie keinen Sohn hat, wie jene keuschen Männer (MS V.160).
Eine Frau, die aus Sehnsucht nach Nachkommen, ihre Pflichten gegenüber ihrem (verstorbenen) Gatten verletzt, bringt über sich selbst Ungnade in diese Welt und verliert ihren Platz neben ihrem Gatten (im Himmel) (MS V.161).
Das Arthashastra (4. Jahrhundert v. Chr.) hingegen widmet ein ganzes Kapitel der Frage der Vermögenssituation, wenn eine Witwe wieder heiratet und spricht kein Verbot der Witwenheirat aus. Ebenfalls beschrieben wird Stridhan (स्त्रीधन, wörtl.: Frauenvermögen), die Mitgift.
Nach dem Mitakshara (12. Jahrhundert) sind die männlichen Angehörigen der Gesamtfamilie Miteigentümer am Familiengut, das  der Vater bzw. sonstige Erblasser verwaltet. Die Erbteilung ist nur eine Verteilung dessen, woran man schon Anteil hat („joint family-System“).

## Gesetzgebung

### Historische Entwicklung
Die Gesetzgebung für Heiraten von Hindus begann 1829, als die Witwenverbrennung (Sati) auf Initiative von Ram Mohan Roy abgeschafft wurde.
Der Hindu Widow's Remarriage Act von 1856 legalisierte die Wiederverheiratung von Witwen. Der Indian Penal Code (Strafgesetzbuch) von 1860 verbot die Vielehe. Der Native Converts Marriage Dissolution Act von 1866 erleichterte die Scheidung für Hindus, die den christlichen Glauben angenommen hatten. Der Special Marriage Act von 1872 führte die fakultative Zivilehe ein, galt jedoch nicht für Hindus. Das Gesetz schrieb ein Mindestheiratsalter für Mädchen von 14 Jahren vor und führte die Monogamie ein. Der 1869 verabschiedete Indian Divorce Act regelte die Scheidung, war jedoch nur auf Christen anzuwenden.
1894 wurde in Mysore ein Gesetz verabschiedet, das Männer bestrafte, die Mädchen unter acht Jahren heirateten und Männer über 50, die Mädchen unter 14 Jahren heirateten.
In der Änderung des Special Marriage Act von 1923 werden zivilrechtliche Heiraten zwischen Ehepartnern verschiedener religiöser Herkunft (Hindus, Buddhisten, Sikhs und Jainas) geregelt. 1929 wurde zur Bekämpfung der Kinderheirat der Child Marriage Restraint Act verabschiedet, der für Mädchen ein Heiratsalter von 18 Jahren und für Jungen von 21 Jahren vorschreibt.
Der Arya Marriage Validation Act von 1937 erkennt die Legalität von Heiraten zwischen verschiedenen Kasten an und Heiraten mit Konvertiten zum Hinduismus unter den Anhängern des Arya Samaj.
Der Hindu Marriage Disabilities Removal Act von 1946 legalisierte Heiraten zwischen bestimmten Subkasten (Untergruppierungen der Jatis) und innerhalb des eigenen Gotra (Clan) und dem Pravara (Familie). Im Hindu Married Women's Right von 1949 erlangen Frauen das Recht auf einen eigenen Wohnsitz. Der Maintenance Act wird verabschiedet. Der Hindu Marriages Validity Act von 1949 legalisiert interreligiöse Ehen.
Die Witwenverbrennung von Roop Kanwar führte, vor allem auf Druck von Frauenorganisationen, zu dem The Commission of Sati (Prevention) Act, welcher Witwenverbrennungen und die Verehrung von verbrannten Witwen unter Strafe stellte.

### Heutige Situation
In die unter Jawaharlal Nehru entwickelte Erneuerung des Hindu-Familienrechts flossen etliche ältere Gesetze der Kolonialzeit mit ein, die dadurch obsolet wurden.
Der Special Marriage Act, der 1954 neu erlassen wurde, ermöglicht die Zivilehe für alle Inder, unabhängig von der Konfession. Er bietet u. a. die rechtliche Grundlage für interkonfessionelle Eheschließungen. Die Heirat wird bei einem „Marriage Officer“ registriert.
Die Kodifikation und Reform des Hindu-Familienrechtes gelang erst im zweiten Anlauf, indem man die Idee eines echten Hindu-Code aufgab und stattdessen vier aufeinander abgestimmte Einzelgesetze verabschiedete:
Im Jahre 1955 wird der Hindu Marriage Act eingeführt und in beiden Häusern (Lok Sabha, Rajya Sabha) verabschiedet. Dieser legt fest, dass der Bräutigam mindestens 21, die Braut mindestens 18 Jahre alt sein muss. Die Ehe kann nach Durchführung des hinduistischen Rituals im Hindu Marriage Register registriert werden; dies ist jedoch nicht zwingend vorgeschrieben.
1956 folgen der Hindu Succession Act (Erbrecht), der Hindu Minority and Guardianship Act (Elternrecht) und der Hindu Adoptions and Maintenance Act (Adoptionsrecht).
Die gleichfalls geplante Abschaffung der ungeteilten Familiengemeinschaft in ihrer verbreitetsten Form (Mitakshara Joint Family) musste angesichts konservativer Widerstände aufgegeben werden. Dieses Kernstück der agrarisch-traditionellen Hindugesellschaft, mit der Beschränkung der Miteigentümerstellung auf die männlichen Abkömmlinge, blieb im Erbrecht erhalten und mit ihm der institutionelle Hintergrund des Mitgift-Wesens. Dessen konnte man mit gesetzlichen Verboten (The Dowry Prohibition Act von 1961) und neuerdings drakonischen Strafbestimmungen gegen die zunehmenden Mitgiftmorde bisher nicht Herr werden.
Davon abgesehen brachte die Familienrechtsreform einschneidende Änderungen, so vor allem das gleiche Frauenerbrecht bei Erbteilung, die Beseitigung aller Kastenschranken für die Eheschließung, die Einführung der Monogamie als für alle Kasten gleich verbindlich und andererseits die Möglichkeit einer gerichtlichen Scheidung. Ein späteres Änderungsgesetz (66/1976) ergänzte zudem das Verschuldensprinzip durch das Zerrüttungsprinzip.
Die Änderungen im Hindu Succession Act von 2005 stellen Frauen im Erbrecht gleich, auch in Bezug auf landwirtschaftlichen Besitz.
Sikhs, Buddhisten und Jainas, als Anhänger von aus dem Hinduismus hervorgegangenen Glaubensrichtungen, werden ebenfalls vom Hindu Marriage Act erfasst. Für Muslime, Christen und Parsen gibt es eigene Gesetze.

## Rituale
In der hinduistischen Gesellschaft mit den unterschiedlichen Traditionen gibt es auch sehr verschiedene Möglichkeiten zu heiraten. Der in Indien maßgebliche Hindu Marriage Act schreibt kein bestimmtes Ritual für die hinduistische Eheschließung vor, betont jedoch, das angewandte Ritual müsse in der jeweiligen „Community“ (=Kaste, Jati) anerkannt sein. Das Gesetz führt weiterhin aus, dass die Heirat bei Anwendung der Saptpadi (dem siebenmaligen Umschreiten des Feuers) beim siebten Umkreisen rechtskräftig ist. (Eine Registrierung wird dennoch empfohlen)
Die heute am bekanntesten und am meisten verbreitete Form der Eheschließung ist die sogenannte Brahmanhochzeit, die erste in einer Liste von acht, die der wichtigste hinduistische Gesetzgeber Manu empfohlen hat. Genau ausgeführt ist sie sehr aufwendig in den Vorbereitungen und in der Durchführung und dauerte darum oft einige Tage. Heute beschränkt man sich jedoch meist auf einige Stunden oder, wenn die Vorbereitungen von Braut und Bräutigam, etwa die Reinigungsriten, gewissenhaft eingehalten werden, auf zwei Tage.
Das Fest wird von der Familie der Braut ausgerichtet und findet im Hof meist unter einem Baldachin statt, oder in einem eigens dafür aufgestellten Zelt. Mittelpunkt der Geschehnisse ist ein Hochzeitsyajna, bei welchem die Beteiligten im Schneidersitz um die Feuerstelle herum sitzen. Ein Priester leitet das Ritual und rezitiert Satz für Satz Sanskrit–Mantras, welche die Beteiligten nachsprechen. Rituell übergibt der Brautvater seine Tochter dem Bräutigam in der Kanyadan-Zeremonie: Er legt die Hände der beiden über einem Krug zusammen, umwickelt sie mit einer Blütengirlande und einem roten Tuch (sehr ähnlich dem Zusammenfügen der Hände eines katholischen Brautpaares durch den Priester), segnet sie mit Gangeswasser und betet um den Beistand Gottes. Für einen guten Beginn ruft er den Namen Ganeshas an und dann den Namen Kamas, des Gottes der Liebe. Später knoten Frauen den Sari der Braut mit einem Ende des Schultertuchs des Bräutigams als Zeichen der ehelichen Verbindung zusammen. Dieser Knoten ist ein wichtiges Merkmal: Landläufig sagt man von jemandem der im Begriff ist sich zu verheiraten: „Er/sie wird nun den Knoten knüpfen.“ 

Im weiteren Verlauf hängt sich das Paar gegenseitig große Blütenketten um den Hals. Dann entzündet der Priester unter  Gebeten das Feuer, das jetzt die Gegenwart des Göttlichen in der Form von Agni repräsentiert.

Nach einigen anderen Zeremonien, die in den Traditionen recht unterschiedlich sein können, kommt schließlich der wichtigste Teil der Eheschließung: Saptapadi (Sanskrit, f., सप्तपदी, wörtl.: sieben Schritte) ist das wichtigste Ritual, das bereits in klassischen Texten erwähnt wird. Dieser Höhepunkt verbindet das Paar für immer. Siebenmal geht das Paar um das heilige Feuer herum, durch die Tücher miteinander verknüpft. Je höher die Kaste, desto üblicher Saptapadi, niedere Kasten hatten ursprünglich andere Sitten in Bezug auf Eheschließung, passten sich aber auch hier langsam dem Ideal der oberen Kasten an. Die Tradition lässt meist den Mann vorangehen, während die alten Schriften ihn hinter der Frau sehen. 

Schließlich tupft er ihr geweihte rote Farbe, Sindur, auf den Scheitel sowie auf die Stirn einen Punkt, den sie von nun an immer als wichtiges Segenszeichen der verheirateten Frau tragen wird. Sie drückt mit Mantren ihre Einwilligung aus: Du bist mir willkommen!
Einen guten Einblick in hinduistisches Eheverständnis erlaubt Pani Grahan, die Handnehmen-Zeremonie. Dabei nimmt der Mann die rechte Hand der Frau in seine Hände und spricht folgende Worte:
Ich nehme deine Hand, mögen wir glücklich sein. Mögest du mit mir, deinem Mann, lange leben. Die Götter haben dich mir gegeben, damit du mein Haus regierst. Du bist die Königin meines Hauses. Ich bin Samaveda, du bist Rigveda. Ich bin Himmel, du die Erde. Komm lass uns heiraten! 

Dann: Ich nehme dein Herz in meines. Mögen unsere Gedanken eins sein! Möge Gott uns vereinen!
Meist nach drei Tagen nimmt der Mann seine Frau dann mit in sein Haus, wo sie die Bewohnerinnen mit Butterlampen, Räucherstäbchen und Blumen segnend empfangen. Oft gibt es hier noch einmal ein großes Hochzeitsfest. Das war zur Zeit der Kinderehen jene Zeremonie, womit das inzwischen herangewachsene Mädchen ins Haus des Bräutigams aufgenommen wurde, um nun die manchmal vor Jahren geschlossene Ehe zu vollziehen. 

Die Frauen bereiten dem jungen Paar einen romantischen Ehebeginn, indem sie das Brautbett über und über mit Blumen schmücken, das obligatorische Blumenbett.
Früher sah sich das Paar oft beim Feuer zum ersten Mal. Man traute den Eltern zu, dass sie den richtigen Partner ausgesucht hatten. Heute haben junge Leute normalerweise die Möglichkeit, sich vorher zu sehen, die städtische Jugend kann sich mit dem zukünftigen Partner meist auch treffen und gegebenenfalls die vorgeschlagene Wahl ablehnen. 

Immer mehr junge Hindus suchen sich inzwischen ihren Partner oder ihre Partnerin selber aus.
Hindus in Indien, die ohne hinduistisches Ritual heiraten wollen, können dies unter dem Special Marriage Act tun (ohne dadurch ihren Status als Hindu einzubüßen). Dabei handelt es sich um eine Zivilehe (beim „Marriage Officer“ des Distrikts), die kein religiöses Ritual erfordert.

## Mitgift
Der The Dowry Prohibition Act von 1961 verbietet das Zahlen einer Mitgift, lässt Geschenke an die Braut zur Hochzeit jedoch ausdrücklich zu. Mitgift wird definiert als Besitz oder wertvolle Sicherheiten, die übergeben werden oder über deren Übergabe man sich einigt, sei es direkt oder indirekt. Mitgiftforderungen sind ebenso strafbar.
Die Mitgift war ursprünglich in Form von „Frauenvermögen“ (Stridhan), meist in der Form von Goldschmuck, allein zur Verfügung der Tochter bestimmt. Es galt für den Ehemann als Schande, wenn er dieses Frauengeld veräußerte. Dies sollte nur im Notfall und mit Zustimmung der Frau erfolgen, wenn es darum ging, den Verkauf von Land, von dem die Familie lebte, zu vermeiden.
Im Laufe der Zeit wurde die Mitgift umfangreicher, sie wurde praktisch zum Preis, den man für einen standesgemäßen Bräutigam zahlte.
In den unteren Kasten, in denen die Frau von jeher selbst arbeitet, ist die Mitgift unbekannt, hier wird ein Brautpreis bezahlt. Da der Brautpreis als typisches Merkmal eines niedrigen Kastenstatus gilt, haben sich viele Familien, die etwas auf sich halten, bereits umgestellt, und fordern „Hochzeitsgeschenke“ für ihre Söhne.
Die Tatsache, dass laut Erbrecht Töchter erbberechtigt sind und gleichzeitig immer noch Mitgiften üblich sind, führt dazu, dass Töchter als „Verlustgeschäft“ betrachtet werden.
Der Begriff Stridhana wird in den klassischen Rechtstexten mehrmals erwähnt:
- Das Stridhana einer Ehefrau besteht aus Betrag für ihren Unterhalt und ihrem Schmuck. Ersteres soll die Form einer Ausstattung von mindestens 2000 Panas haben. Es gibt keine Grenze für die Anzahl an Schmuckstücken (AS 3.2.14,15).
- Jede Mitgift, die gezahlt wird, soll an den Vater oder an die Mutter gehen. Sie sind nur zu einer Mitgift berechtigt. Wenn bei Wiederheirat eine zweite Mitgift gezahlt wird, soll die Frau sie erhalten (AS 3.2.11-13).

Zu Stridhana zählen jedoch auch die Geschenke des Ehemanns während der Ehe und die Hochzeitsgeschenke der Familie des Ehemannes an die Braut.